# Limeshain
Limeshain település Németországban, Hessen tartományban. Lakosainak száma 5894 fő (2023. december 31.).

## Népesség
A település népességének változása:
| Lakosok száma | 5247 | 5619 | 5711 | 5742 | 5856 | 5894 |
|               | 2014 | 2017 | 2019 | 2021 | 2022 | 2023 |